# Ophiorrhiza brevipes
Ophiorrhiza brevipes là một loài thực vật có hoa trong họ Thiến thảo. Loài này được Wernham mô tả khoa học đầu tiên năm 1916.